# Bruno von Kern
Bruno Adam Hieronymus von Kern (* 5. Oktober 1860 in Grottkau; † 20. November 1932) war ein preußischer Generalmajor sowie Gutsbesitzer.

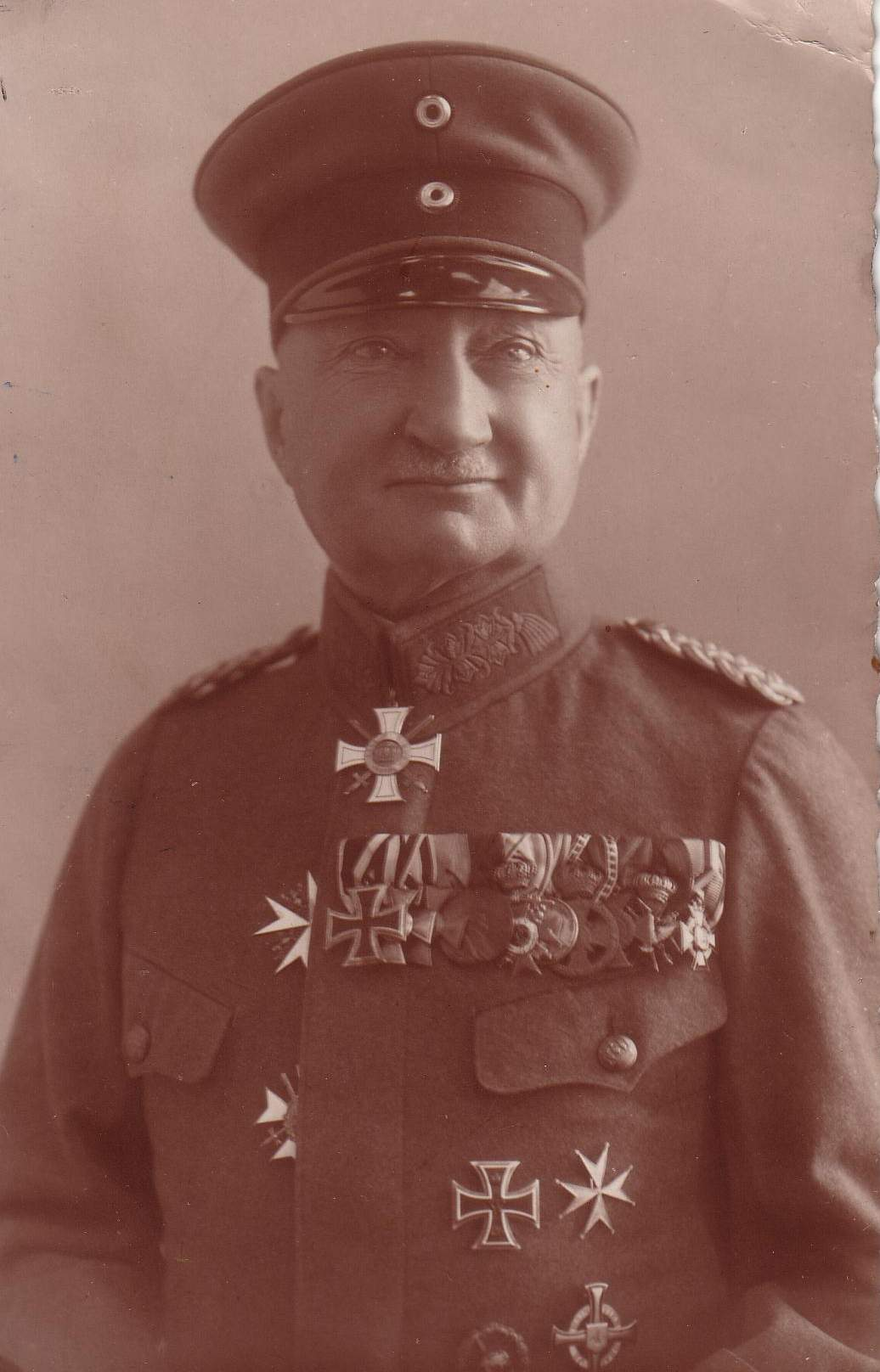
Bruno von Kern

## Leben
Kern trat am 16. Februar 1880 in das Jäger-Bataillon Nr. 6 der Preußischen Armee ein und wurde mit der Beförderung zum Sekondeleutnant am 18. Oktober 1881 in das Jäger-Bataillon Nr. 1 versetzt. Am 14. Januar 1886 folgte seine Versetzung in das Infanterie-Regiment Nr. 128. Als Premierleutnant absolvierte Kern von Oktober 1890 bis Ende Juli 1893 die Kriegsakademie. Daran schloss sich seine Kommandierung in den Großen Generalstab an. Am 22. März 1895 zum Hauptmann befördert, war Kern als Kompaniechef im Infanterie-Regiment Nr. 54 und ab 22. März 1897 im Infanterie-Regiment Nr. 148 tätig. Am 18. Oktober 1901 folgte seine Versetzung als Lehrer an die Kriegsschule Glogau.
Später war Kern als Kommandeur des III. Bataillons im Infanterie-Regiment „von der Goltz“ (7. Pommersches) Nr. 54 in Köslin stationiert. Am 16. Juni 1913 wurde er als Oberstleutnant zur Dienstleistung in das 4. Schlesische Infanterie-Regiment Nr. 157 nach Brieg kommandiert und schließlich am 1. Oktober 1913 zum Stab des Regiments versetzt.
Gemäß Mobilmachungsplan wurde mit Ausbruch des Ersten Weltkriegs durch seinen Verband am 2. August 1914 das Landwehr-Infanterie-Regiment Nr. 51 gebildet und Kern zum Kommandeur ernannt. Bei der 4. Landwehr-Division unter Generalleutnant Arthur von Brietzke nahm er an den Kämpfen an der Ostfront, vor allem im Weichselland und bei Baranawitschy, teil. Während der verlustreichen Schlacht bei Tarnawka wurde Kern am 9. September 1914 verwundet, konnte jedoch bei der Truppe verbleiben.
Ab 3. Januar 1917 war Kern als Oberst der Kommandeur der 205. Infanterie-Brigade bei der 103. Infanterie-Division an der Westfront. Hier nahm er an den Kämpfen bei Verdun, am Chemin des Dames, bei St. Quentin und an der Oise, der Somme, der Avre, bei Montdidier und Noyon teil. Nachdem der bisherige Divisionskommandeur Generalmajor Wilhelm von Auer am 3. Januar 1918 bei einem Luftangriff gefallen war, hatte Kern für zwei Tage die Führung des Großverbandes, bevor Generalmajor Hans Fedor Lepper das Kommando übernahm. Kern gab am 1. Mai 1918 das Brigadekommando ab und fungierte vom 28. September bis über das Kriegsende hinaus als Kommandeur der 232. Infanterie-Division.
Er gab nach der Rückführung seiner Truppe in die Heimat am 2. Dezember 1918 das Kommando ab und wurde nach der Demobilisierung zur Disposition gestellt. Kern, der Rechtsritter des Johanniterordens war, wurde für seine Leistungen während des Krieges u. a. mit beiden Klassen des Eisernen Kreuzes sowie dem Kronenorden II. Klasse mit Schwertern ausgezeichnet.
Seinen Ruhestand verlebte Kern in Brieg im Regierungsbezirk Breslau.
Kern war der Besitzer des parzellenweise verpachteten Gutes „Deutsch-Leippe II“ im Landkreis Grottkau in Oberschlesien. Dieses Gut hatte er von seiner Mutter, Valeria von Kern, geb. von Kern, geerbt. Der Besitz umfasste 61 Hektar, davon 59 Hektar Ackerland und 2 Hektar an sonstigen Grundstücken.